# Salvi Harps
Salvi Harps è una fabbrica italiana di arpe da concerto. L'azienda venne fondata dall'arpista e liutaio statunitense Victor Salvi nel 1956

## Storia
Il padre del fondatore Victor, Rodolfo Salvi, fu un liutaio italiano, costruttore di pianoforti e arpe di Venezia trasferitosi a Viggiano, un paese della Basilicata conosciuto per i suoi strumenti musicali, prima di emigrare negli Stati Uniti con sua moglie nel 1913. Victor Salvi nasce a Chicago nel 1920. Come i fratelli Alberto e Aida, imparò a suonare l'arpa e diventò arpista della United States Navy Band durante la seconda guerra mondiale e poi con la New York Philharmonic e la NBC Symphony Orchestra.
Durante la sua carriera come arpista, cominciò – prima sollecitato da una mancanza di parti di ricambio durante la guerra – a continuare la tradizione familiare in liuteria, riparando arpe a Chicago e costruendo la sua prima arpa a New York nel 1954.
Nel 1956 Salvi fondò un'impresa liutiera a Genova sotto il nome di "N.S.M." acronimo di "nuovi strumenti musicali". Nel 1974, l'officina venne trasferita a Piasco, un villaggio vicino a Saluzzo in Piemonte, luogo con una grande tradizione nella lavorazione del legno. Per l'acquisto delle corde, Salvi si affidò al cordaio inglese Bow Brand, mentre la meccanica venne costruita in Svizzera.
Nel 1987, Salvi Harps acquistò la fabbrica di arpe statunitense in procinto di fallire Lyon & Healy di Chicago, che era stata fondata nel 1889 ed era la sola altra grande costruttrice di arpe da concerto.

## Situazione presente

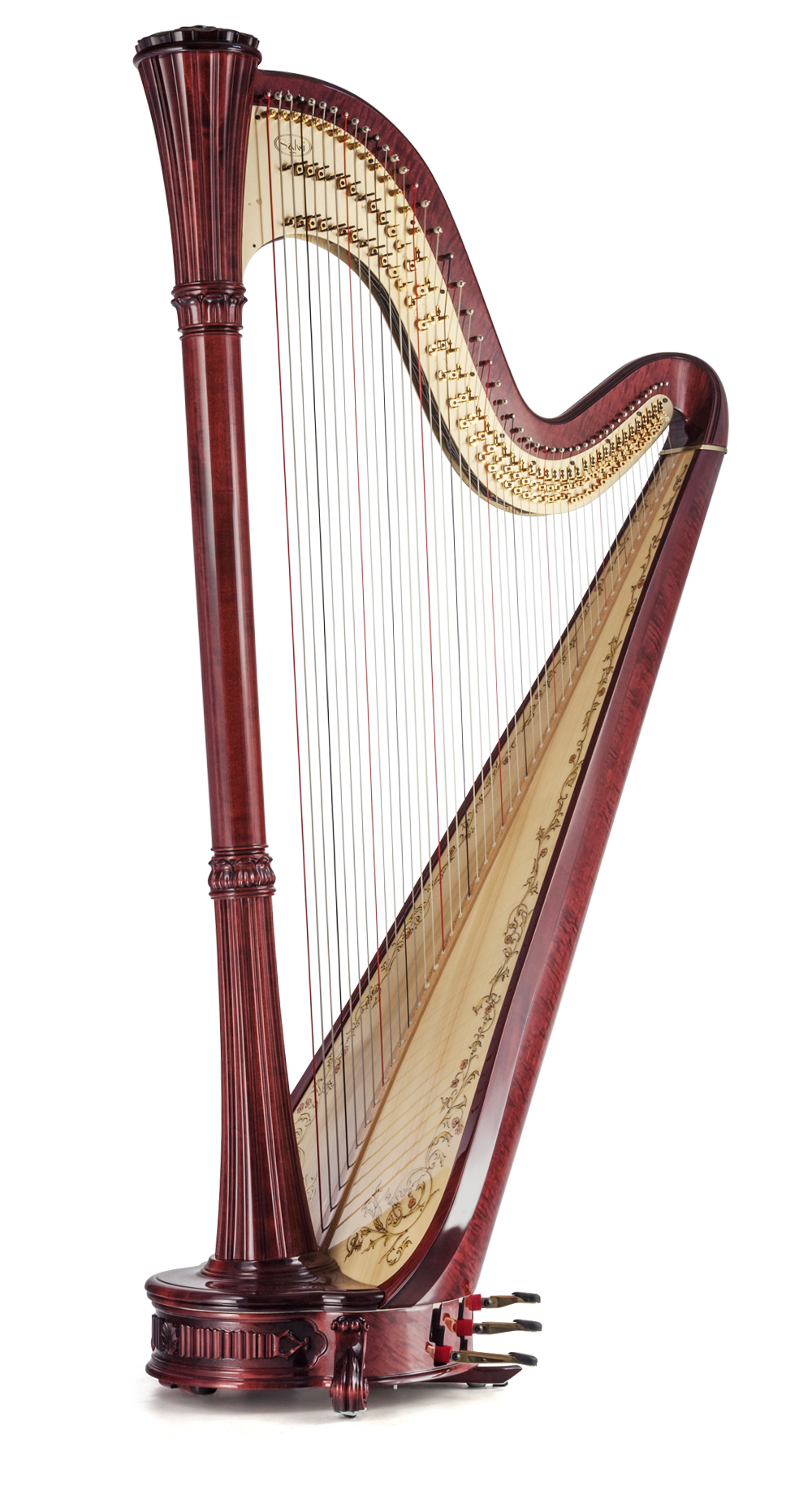
Un'arpa di concerto Salvi a doppio movimento.

Salvi è una delle fabbriche costruttrici di arpe di qualità più importanti al mondo. Circa 90 impiegati costruisce circa 2000 arpe l'anno in abete e acero, circa una metà delle quali sono arpe da concerto (a doppio movimento) mentre il resto sono arpe a levette e elettroacustiche.
La filiale americana Lyon & Healy impiega a Chicago circa 135 dipendenti.

## Museo
Il museo aziendale Museo dell'Arpa Victor Salvi a Piasco venne aperto nel 2006 ed esibisce una collezione significativa di arpe storiche.

## Fondazione
La Fondazione Victor Salvi venne fondata nel 2000 e sostiene la diffusione dell'arpa nel mondo. Organizza concorsi, offre borse di studio, commissiona nuovi brani per arpa e mette in prestito strumenti.